# U-156 (tàu ngầm Đức) (1941)
U-156 là một tàu ngầm tấn công  Lớp Type IX thuộc phân lớp Type IXC được Hải quân Đức Quốc Xã chế tạo trong Chiến tranh Thế giới thứ hai. Nhập biên chế năm 1941, nó đã thực hiện được năm chuyến tuần tra, đánh chìm được 19 tàu buôn với tổng tải trọng 97.489 GRT, đồng thời gây hư hại cho ba tàu buôn tổng tải trọng 18.811 GRT cùng một tàu chiến tải trọng 1.190 tấn. Trong chuyến tuần tra cuối cùng, U-156 bị một thủy phi cơ PBY Catalina của Hải quân Hoa Kỳ đánh chìm trong Đại Tây Dương về phía Đông Barbados vào ngày 8 tháng 3, 1943.

## Thiết kế và chế tạo

### Thiết kế
Thiết kế của tàu ngầm Type IXC có kích thước hơi nhỉnh hơn so với phân lớp Type IXB dẫn trước. Chúng có trọng lượng choán nước 1.120 t (1.100 tấn Anh) khi nổi và 1.232 t (1.213 tấn Anh) khi lặn. Con tàu có chiều dài chung 76,76 m (251 ft 10 in), lớp vỏ trong chịu áp lực dài 58,75 m (192 ft 9 in), mạn tàu rộng 6,76 m (22 ft 2 in), chiều cao 9,60 m (31 ft 6 in) và mớn nước 4,70 m (15 ft 5 in).
Chúng trang bị hai động cơ diesel MAN M 9 V 40/46 siêu tăng áp 9-xy lanh 4 thì, tổng công suất 4.400 PS (3.200 kW; 4.300 bhp), dẫn động hai trục chân vịt đường kính 1,92 m (6,3 ft), cho phép đạt tốc độ tối đa 18,3 kn (33,9 km/h), và tầm hoạt động tối đa 13.450 nmi (24.910 km) khi đi tốc độ đường trường 10 kn (19 km/h). Khi đi ngầm dưới nước, chúng sử dụng hai động cơ/máy phát điện Siemens-Schuckert 2 GU 345/34 tổng công suất 1.000 PS (740 kW; 990 shp). Tốc độ tối đa khi lặn là 7,3 kn (13,5 km/h), và tầm hoạt động 63 nmi (117 km) ở tốc độ 4 kn (7,4 km/h). Con tàu có khả năng lặn sâu đến 230 m (750 ft).
Vũ khí trang bị có sáu ống phóng ngư lôi 53,3 cm (21 in), bao gồm bốn ống trước mũi và hai ống phía đuôi, và mang theo tổng cộng 22 quả ngư lôi 53,3 cm (21 in). Tàu ngầm Type IX trang bị một hải pháo 10,5 cm (4,1 in) SK C/32 với 110 quả đạn, một pháo phòng không 3,7 cm (1,5 in) SK C/30 và hai pháo phòng không 2 cm (0,79 in) C/30. Thủy thủ đoàn bao gồm 4 sĩ quan và 44 thủy thủ.

### Chế tạo
U-156 được đặt hàng vào ngày 25 tháng 9, 1939, và được đặt lườn tại xưởng tàu AG Weser của hãng DeSchiMAG ở Bremen vào ngày 11 tháng 10, 1940. Nó được hạ thủy vào ngày 21 tháng 5, 1941, và nhập biên chế cùng Hải quân Đức Quốc Xã vào ngày 4 tháng 9, 1941 dưới quyền chỉ huy của Hạm trưởng, Đại úy Hải quân Werner Hartenstein.

## Lịch sử hoạt động
Sau khi hoàn tất việc chạy thử máy và huấn luyện trong thành phần Chi hạm đội U-boat 4, U-156 được điều sang Chi hạm đội U-boat 2 từ ngày 1 tháng 1, 1942 để hoạt động trên tuyến đầu cho đến khi bị mất.

### 1941

#### Chuyến tuần tra thứ nhất
U-156 xuất phát từ cảng Kiel, Đức vào ngày 24 tháng 12, 1941 cho chuyến tuần tra đầu tiên trong chiến tranh. Nó tiến ra Bắc Hải, rồi băng qua khe GI-UK giữa các quần đảo Shetland và Faroe để vòng qua quần đảo Anh, và hoạt động tại vùng biển Bắc Đại Tây Dương về phía Tây Ireland (Khu vực Tiếp cận phía Tây). Chiếc U-boat không đánh chìm được mục tiêu nào, nên đã kết thúc chuyến tuần tra tại cảng Lorient bên bờ Đại Tây Dương của Pháp đã bị Đức chiếm đóng vào ngày 10 tháng 1, 1942. Lorient trở thành căn cứ hoạt động chính của chiếc tàu ngầm cho đến khi nó bị mất.

### 1943

#### Chuyến tuần tra thứ năm – Bị mất
U-156 rời cảng Lorient vào ngày 16 tháng 1, 1943 cho chuyến tuần tra thứ năm, cũng là chuyến cuối cùng. Con tàu đã hướng xuống phía Tây Nam để hoạt động trong Đại Tây Dương dọc bờ biển Đông Bắc của lục địa Nam Mỹ. Vào ngày 8 tháng 3, ở vị trí khoảng 280 nmi (520 km) về phía Đông đảo Barbados, chiếc tàu ngầm bị một thủy phi cơ PBY Catalina thuộc Liên đội VP-53 Hải quân Hoa Kỳ tấn công. Chiếc PBY Catalina đã thả bốn quả mìn sâu xuống chỉ cách con tàu 10–15 ft (3,0–4,6 m), khiến chiếc U-boat bị nhấc lên khỏi mặt nước rồi vỡ làm đôi, trước khi đắm kèm theo một vụ nổ lớn tại tọa độ 12°38′B 54°39′T / 12,633°B 54,65°T.
Chiếc PBY Catalina quan sát thấy ít nhất 11 thủy thủ Đức đã rời khỏi tàu và bơi trên biển. Nó thả xuống hai xuồng cứu sinh cùng các khẩu phần ăn để trợ giúp, và thấy có năm người đã trèo lên được một bè cứu sinh, trước khi chiếc thủy phi cơ lên đường quay trở về căn cứ. Tàu khu trục Hoa Kỳ USS Barney được phái từ Trinidad đến để cứu những người sống sót, nhưng khi đến nơi nó không tìm thấy ai. Việc tìm kiếm chấm dứt vào ngày 12 tháng 3; vì vậy, toàn bộ 53 thành viên thủy thủ đoàn của U-156 đều đã thiệt mạng.

### "Bầy sói" tham gia
U-156 từng tham gia một bầy sói:
- Eisbär (25 tháng 8 – 1 tháng 9, 1942)

### Tóm tắt chiến công
U-156 đã đánh chìm được 19 tàu buôn với tổng tải trọng 97.489 GRT, đồng thời gây hư hại cho ba tàu buôn tổng tải trọng 18.811 GRT cùng một tàu chiến tải trọng 1.190 tấn:
| Ngày             | Tên tàu               | Quốc tịch          | Tải trọng | Số phận      |
| ---------------- | --------------------- | ------------------ | --------- | ------------ |
| 16 tháng 2, 1942 | Pedernales            | United Kingdom     | 4.317     | Bị hư hại    |
| 16 tháng 2, 1942 | Oranjestad            | United Kingdom     | 2.396     | Bị đánh chìm |
| 16 tháng 2, 1942 | Arkansas              | United States      | 6.452     | Bị hư hại    |
| 20 tháng 2, 1942 | Delplata              | United States      | 5.127     | Bị đánh chìm |
| 25 tháng 2, 1942 | La Carrière           | United Kingdom     | 5.685     | Bị đánh chìm |
| 27 tháng 2, 1942 | Macgregor             | United Kingdom     | 2.498     | Bị đánh chìm |
| 28 tháng 2, 1942 | Oregon                | United States      | 7.017     | Bị đánh chìm |
| 13 tháng 5, 1942 | Koenjit               | Netherlands        | 4.551     | Bị đánh chìm |
| 13 tháng 5, 1942 | City of Melbourne     | United Kingdom     | 6.630     | Bị đánh chìm |
| 15 tháng 5, 1942 | Siljestad             | Norway             | 4.301     | Bị đánh chìm |
| 15 tháng 5, 1942 | Kupa                  | Yugoslavia         | 4.382     | Bị đánh chìm |
| 17 tháng 5, 1942 | Barrdale              | United Kingdom     | 5.072     | Bị đánh chìm |
| 18 tháng 5, 1942 | Quaker City           | United States      | 4.961     | Bị đánh chìm |
| 18 tháng 5, 1942 | San Eliseo            | United Kingdom     | 8.042     | Bị hư hại    |
| 21 tháng 5, 1942 | Presidente Trujillo   | Dominican Republic | 1.668     | Bị đánh chìm |
| 25 tháng 5, 1942 | USS Blakeley          | Hải quân Hoa Kỳ    | 1.190     | Bị hư hại    |
| 29 tháng 5, 1942 | Norman Prince         | United Kingdom     | 1.913     | Bị đánh chìm |
| 1 tháng 6, 1942  | Alegrete              | Brazil             | 5.970     | Bị đánh chìm |
| 3 tháng 6, 1942  | Lillian               | United Kingdom     | 80        | Bị đánh chìm |
| 24 tháng 6, 1942 | Willimantic (ID-3549) | United Kingdom     | 4.857     | Bị đánh chìm |
| 27 tháng 8, 1942 | Clan Macwhirter       | United Kingdom     | 5.941     | Bị đánh chìm |
| 12 tháng 9, 1942 | RMS Laconia           | United Kingdom     | 19.695    | Bị đánh chìm |
| 19 tháng 9, 1942 | Quebec City           | United Kingdom     | 4.745     | Bị đánh chìm |